# 外涅斯特里亞省
外涅斯特里亞省（羅馬尼亞語：Guvernământul Transnistriei），是由罗马尼亚统治的第二次世界大战期间轴心国在巴巴罗萨行动中占领的德涅斯特河和南布格河之间的领土。1941年8月19日至1944年1月29日期间，罗马尼亚的民政管理机构统治着这片领土。之后实行了短时间的军事管理。在此期间，罗马尼亚人于1944年3月底前从该地区撤退。德国正式在1944年4月1日接管。